# 雷蒙·马塞兰
雷蒙·马塞兰（法語：Raymond Marcellin，法語發音：[ʁɛmɔ̃ maʁsəlɛ̃]；1914年8月19日—2004年9月8日），是法国政治家、戴高乐主义者，出生于塞扎讷。他从1958年至1997年间陆续被选为国民议会议员，同时担任瓦讷市长，其后于1968年至1974年间入阁任内政部长。他在1968年五月风暴期间以铁腕手段维稳，并最终恢复了秩序，因此也被时任总统的夏尔·戴高乐称之为“我真正的富歇”。